# Siva voda
Siva voda je glede na definicijo Cambridge Advanced Learner's Dictionary voda, ki je bila predhodno že uporabljena, na primer za umivanje in jo je mogoče zadržati in ponovno uporabiti na primer za splakovanje stranišč. Glede na danes uveljavljeno prakso za sivo vodo velja širša definicija in sicer: »Siva voda je odpadna voda, ki nastane ob umivanju, lahko vključuje tudi odpadno vodo iz gospodinjstev (kuhinjska odpadna voda, voda iz strojev za pranje in pomivanje posode)«. Razlikuje se od črne vode, ki vsebuje odplake iz stranišč (fekalije).
Sivo vodo je zaradi manjše vsebnosti onesnaževal lažje očistiti do stopnje, pri kateri je možna ponovna uporaba na kraju nastanka, kot odpadno vodo, ki vsebuje tudi črno vodo in jo po čiščenju v skupni čistilni napravi do stopnje, ko je kakovost vode primerna vrnemo v vodno okolje (reke, morje). V deželah Bližnjega vzhoda in Severne Afrike, kjer vodnih virov primanjkuje, njihova kakovost je na sploh slaba, naseljenost in urbanizacija pa intenzivna, je zbiranje, priprava in ponovna uporaba sive vode okoljsko in tudi ekonomsko upravičena. 

## Raba sive vode
Siva voda se za potrebe posameznih gospodinjstev, stanovanjskih ali poslovnih zgradb (zgradba »Deutsche Gesellschaft für Technische Zusammenarbeit, GIZ«, Eschborn, Nemčija) in naselij danes uporablja kot sanitarna voda (splakovanje stranišč), kot voda za zalivanje in namakanje, lahko tudi kot vir toplote. 

### Pravna ureditev
V okviru držav Evropske skupnosti velja za uporabo sive vode »EU Standard DIN EN 12056-1(2000) Gravity drainage systems inside buildings, Part 1: General and performance requirements«. Slovenski inštitut za standardizacijo vodi standard pod oznako » SIST EN 12056-1:2001" . Pravno so sive vode urejene tudi v nekaterih zveznih državah Združenih držav Amerike.

### Priprava sive vode za ponovno uporabo
Siva voda, ki se v okviru posameznih gospodinjstev zbira po ločenem sistemu cevovodov se hrani v posebnih zbiralnikih. Zaradi možne vsebnosti organskih snovi, lahko tudi patogenih snovi ter zaradi njene temperature se običajno ne uporablja neposredno (npr.: zalivanje). Potrebno jo je predhodno primerno pripraviti. Soli in kemijske snovi iz mil in detergentov, ki so lahko za zalivanje rastlin škodljive je priporočljivo nevtralizirati s pomočjo vodnih rastlin v umetno oblikovanih mokriščih (bioloških čistilnih napravah) ali v za ta namen izdelanih filtrirnih napravah. Za znižanje morebitne stopnje kislosti se sivi vodi lahko dodaja sadra (kalcijev sulfat). Organske snovi od odpadkov hrane rastline uporabijo kot hranilo. 
Študije iz leta 2010 kažejo, da uporaba sive vode za zalivanje nima nobenih pomembnejših škodljivih vplivov na zdravje ljudi.
V zalogah sive vode se lahko hitro razvije proces eutrofikacije, zato je ni mogoče hraniti daljši čas
Zaradi vsebnosti organskih snovi siva voda nikoli ni uporabna za pitje, niti za umivanje.

## Koristi in slabosti
Koristi ponovne rabe sive vode: 
- Manjša poraba pitne vode,
- Manjše količine odpadne vode na čistilnih napravah in greznicah,
- Bogatenje podzemne vode,
- Bogatenje zgornjih plasti povrhnjice z nutrienti,
- Ozaveščanje o občutljivosti vodnih virov

Slabosti: 
- dvojni sistem cevovodov,
- umestitev zbiralnikov sive vode v prostor,
- upravljanje z zbiralniki sive vode,
- uporaba odvečnih količin sive vode,
- omejen čas hranbe sive vode,
- poraba energije za ustrezno pripravo sive vode pred ponovno uporabo.